# Кольб, Август
Август Генрих Кольб (нем. August Heinrich Kolb; 15 августа 1893, Нойштадт-ан-дер-Айш, Германская империя — 2 октября 1962, Нюрнберг, ФРГ) — гауптштурмфюрер СС, шуцхафтлагерфюрер концлагеря Заксенхаузен.

## Биография
Август Кольб родился 15 августа 1893 года в семье секретаря железнодорожной станции Георга Кольба. В связи с разъездами отца по работе посещал народную школу в Рецбахе и Кройцвертхайме. Кольб намеревался стать учителем, поэтому посещал подготовительную школу в Нёрдлингене, но поскольку его отец был не в состоянии поддерживать дополнительные расходы, связанные с его учебой, помимо содержания остальной семьи, он был вынужден прекратить получение своего образования. С 1910 по 1912 год был стажёром в фирме Siemens-Schuckert в Нюрнберге и затем работал слесарем на лесопильном заводе в Бургфаррнбахе до призыва на военную службу в октябре 1913 года. Проходил службу в 4-м баварском сапёрном полку в Ингольштадте. В августе 1914 года пошёл на фронт в составе саперного полка, а с 1916 года служил в роте тральщиков № 206. В октябре 1916 года стал вице-фельдфебелем. В 1917 году перешёл в военно-воздушные силы. После 35 вылетов он был сбит в тылу врага и взят в плен французскими войсками, но позже выпущен в 1920 году. Кольб был награжден железным крестом 2-го и 1-го класса, а также баварским крестом за заслуги с мечами.
Вернувшись к гражданской жизни, он с 1920 по 1924 год работал на почте. В связи с сокращением штата он в конце концов снова ушел из почтовой службы. По рекомендации своего тестя в возрасте 31 года он прошел техническое обучение на предприятии Schittenhelm в Нюрнберге и стал начальником цеха на вышеупомянутом предприятии. В 1926 году покинул эту компанию и при финансовой поддержке своего тестя стал индивидуальным предпринимателем, запустив собственный магазин инструментов и станков. Он сам посещал своих клиентов и выполнял полученные заказы. Когда в 1939 году его снова призвали на военную службу, ему пришлось оставить свой бизнес.
В 1934 году был зачислен в ряды СС (№ 222497), а 1 мая 1937 года вступил в НСДАП (билет № 3958173). За день до начала войны был призван в соединения СС «Мёртвая голова». С 1 сентября 1939 года служил в охране концлагеря Заксенхаузен. С октября 1939 года был восстановлен в прежнем воинском звании и соответственно назначен обершарфюрером Войск СС и одновременно командиром 3-го взвода охранного батальона, который в ходе войны вырос до 15 рот. В 1940 году ему было присвоено звание унтерштурмфюрера СС
С начала марта и до конца мая 1942 года возглавлял охранный корпус в концлагере Арбайтсдорф. Впоследствии служил в комендатуре концлагеря Заксенхаузена. С октября 1943 по апрель 1945 года был шуцхафтлагерфюрером в концлагере Заксенхаузен. С 1 октября 1944 года был заместителем начальника охранного батальона.
После окончания войны Кольб скрылся под фамилией Рот и работал на британские оккупационные власти. Его семья заявила, что он пропал без вести. В ходе допросов правоохранительные органы выяснили, что Кольб остался жив. Обыск дома дал следователям адрес в Бюккебурге, где Кольб до 1952 года жил под чужим именем. 13 октября 1954 года земельный суд Нюрнберга-Фюрта приговорил его к четырём годам и трём месяцам тюремного заключения. Предметом судебного разбирательства было участие в повешении заключённых концлагеря во время переклички и исполнение 100 отдельных казней с разрешения РСХА посредством выстрелов в шею или повешения. Кроме того, Кольб принимал участие в расстреле по меньшей мере 50 нетрудоспособных заключённых и 19 полицейских из Люксембурга, которые отказались присягать на верность Адольфу Гитлеру. Его участие в расстреле 20 заключённых во время марша смерти в апреле 1945 года осталось недоказанным. Кольб был осуждён за пособничество в убийстве в одном случае и пособничестве в неумышленном убийстве в 10 случаях. В остальном, судьи не увидели достаточных доказательств его причастности или признания незаконности казней, отданных РСХА. В 1956 году был досрочно освобождён.
Во время второго судебного разбирательства 16 марта 1961 года был осуждён на 6 лет заключения в связи со смертью двух немецких заключённых из-за телесного наказания, назначенного Кольбом. В 1962 году он был освобождён по состоянию здоровья.